# 게이브리얼 맨
게이브리얼 맨(Gabriel Mann, 1972년 5월 14일 ~ )은 미국의 배우이다.

## 출연 작품
- 리벤지
- 위대한 유산
- 본 아이덴티티
- 본 슈프리머시
- 데이비드 게일